# Албанский национальный костюм

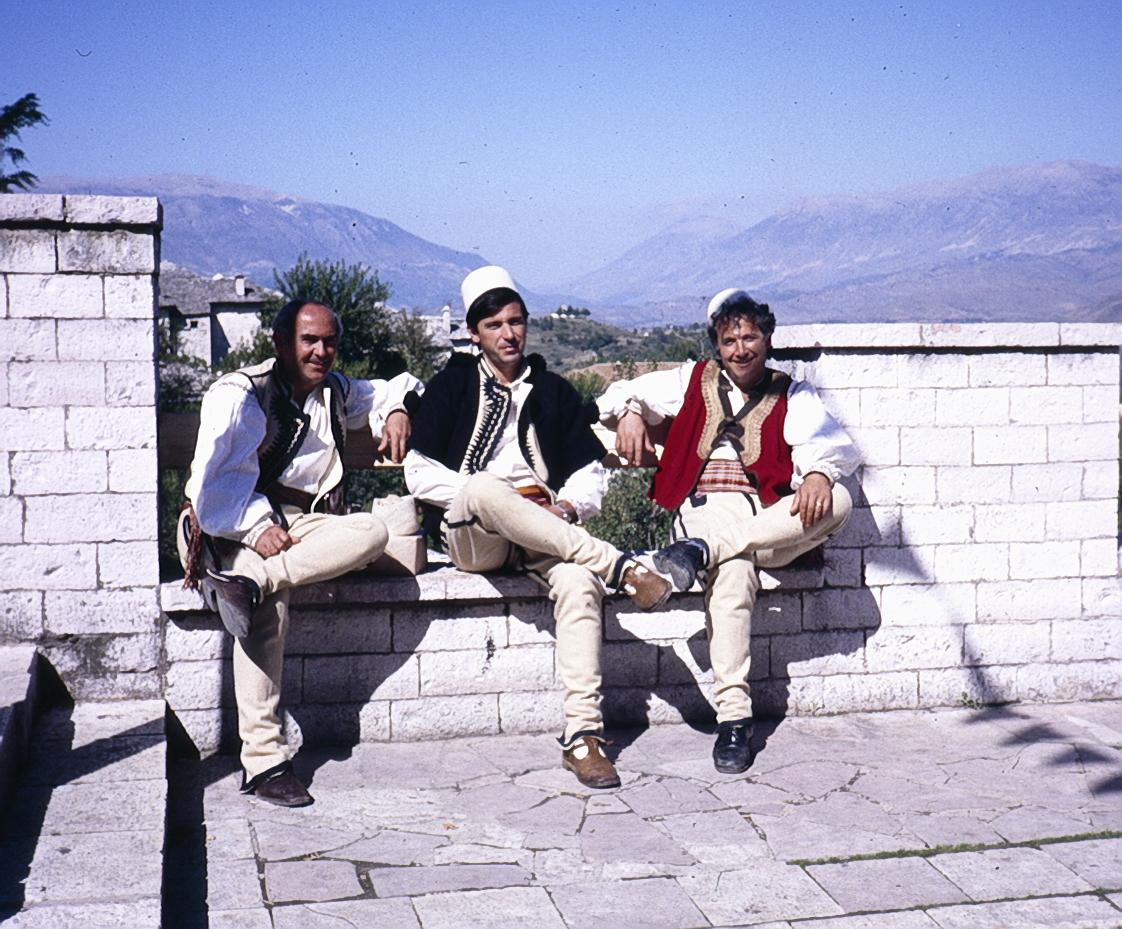
Фольклорный коллектив на национальном музыкальном фестивале в Гирокастре, 1988 г. Участники носят северный вариант народного костюма.

Албанский национальный костюм (алб. veshjet tradicionale shqiptare, veshjet popullore shqiptare), являющийся неотъемлемой частью культуры албанского народа, включает более 200 различных вариантов одежды (в частности, в 1900 году, по оценкам этнографов, насчитывалось 140 вариантов женского народного костюма), традиционно носившейся во всей Албании, на албанскоязычных территориях и в албанских субэтнических группах (например арбереши в Италии, арваниты/арнауты в Греции, арбанасы в Хорватии). Традиционные костюмы могут отличаться в зависимости от региона проживания, социального происхождения, возраста и религии. Порой даже отдельные сёла или группы семейств носили свой вариант народного костюма.
Народный костюм является неотъемлемым атрибутом фольклорных ансамблей Албании. Кроме того, народный костюм надевается по особым праздникам.

## История
Албанский костюм изменялся с течением времени. Развились несколько его региональных разновидностей, в общем и целом выделяемых на две подгруппы: костюмы севера и юга Албании, соответственно населённых гегами и тосками. Также существует другая классификация народных костюмов (по материалу, крою и орнаментике, классифицируются предметы исключительно местного происхождения), также разбивающая их на два типа: тип джублеты, или джуплеты (алб. xhubleta, xhupleta) и тип джубы (алб. xhuba) или гуны (алб. guna). Первый тип носили скотоводы-северяне, он целиком сделан из шерстяных тканей, и для его орнаментики характерны очень архаичные мотивы, с использованием мифологических фигур. Некоторые учёные, такие как Ференц Нопча и Михаэль Хаберладнт, предполагали, что этот вариант восходит к одежде носителей крито-микенской культуры. Второй носили албанцы, ведшие смешанное скотоводческо-земледельческое сельское хозяйство, наряду с шерстяными, употреблялись шёлковые и льняные ткани. Тип джубы/гуны, вероятно, восходит к плащам из овечьей или козьей шкуры, носившимися фракийцами и иллирийцами.
На изменение народного костюма сказывались внешние культурные факторы, в частности, большое влияние оказала исламизация и османская эпоха. После обретения Албанией независимости на традиционной одежде стало сказываться влияние западной моды.
Ещё в начале XX века народный костюм сохранялся как и в городах, так и в сельской местности, в качестве повседневного его носили до 1950-х годов, будучи вытесненной общеевропейской одеждой, особенно среди молодёжи. Но и сегодня некоторые старики продолжают носить традиционную одежду в повседневной жизни, в середине XX века народная одежда сохранялась в большей степени на севере страны, чем на юге, и больше среди женщин, нежели мужчин. Тогда элементы народного костюма сочетались с общеевропейскими, например, пиджаками.

## Материалы
Основными тканями для изготовления народного костюма служили овечья и козья шерсть, лён, шёлк, хлопок и кожа. Для некоторых видов верхней одежды (алб. zhguni) довольно оригинальным образом изготовлялась плотная шерстяная материя. Ткали исключительно женщины.
Цветовая гамма албанского народного костюма — чёрно-белая, ввиду того что чёрный и белый цвета являются естественными оттенками необработанной шерсти. Особо распространена чёрно-белая гамма в костюмах типа джублеты. Также распространён красный цвет, хотя некоторые исследователи албанского костюма предполагают, что красный гораздо позже вошёл в народный костюм, нежели белый и чёрный.
Албанский народный костюм является богато орнаментированным, использовались аппликация, вышивка, кружева и заимствованное у турок золотное шитьё. Отделка костюма, как и вышивка, так и тканая орнаментика отличается обилием красок.

## Женский костюм

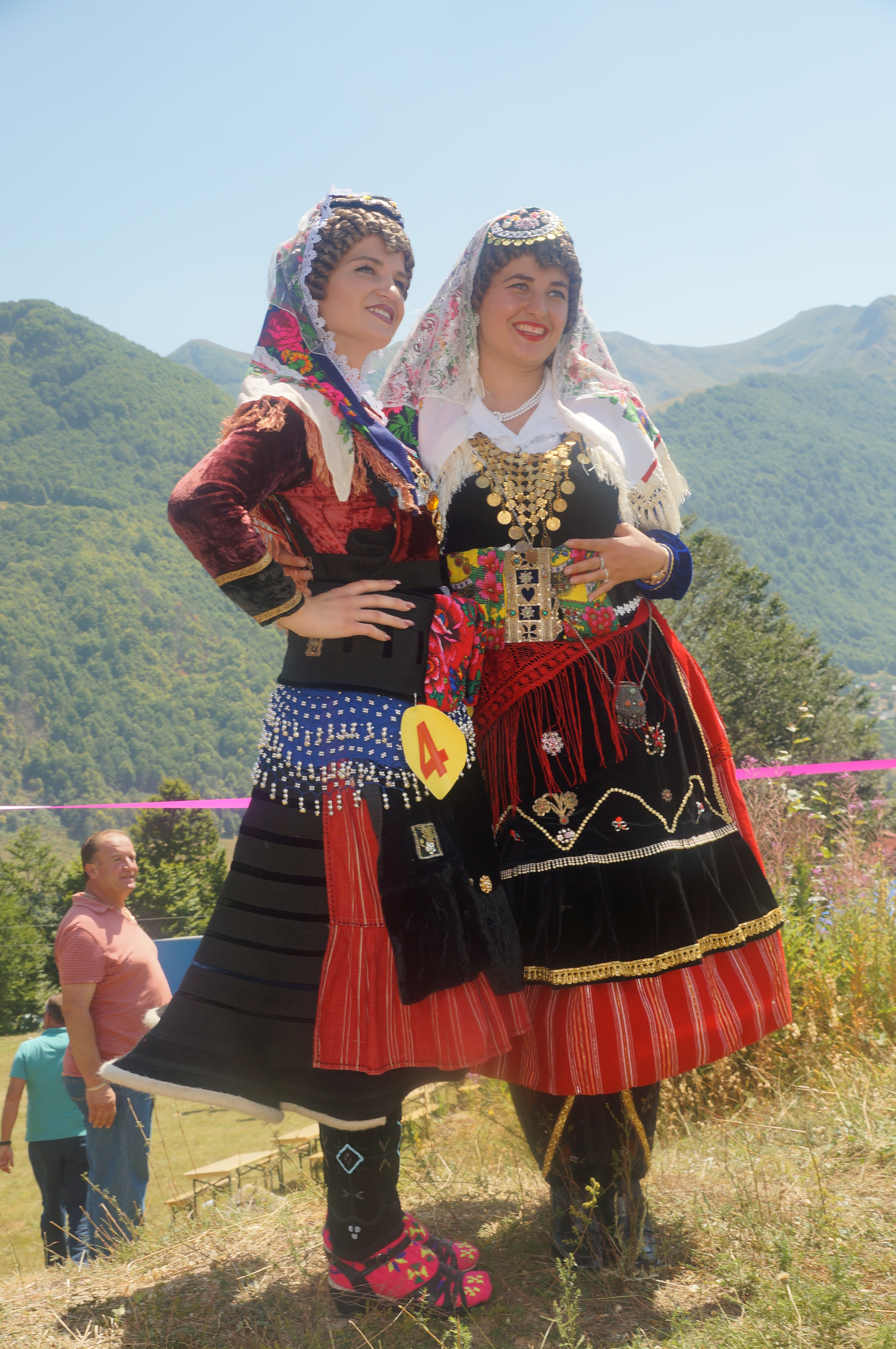
Участницы фестиваля «Logu i Bjeshkëve», проходящего на севере Албании

Женский костюм дополняется очень богато орнаментированным передником закреплённом на поясе, сзади также носили передник, но украшенный попроще. Наиболее ярко фартуки украшались в областях Шпати, Думрес, Мюзечея, Фуш-Круя. Среди цветов преобладали красный и чёрный.
Женский костюм типа джублеты состоял из широкой колоколообразной юбки, корсажа, рукавов и наплечников, которые не были сшиты между собой и надевались отдельно, на местах соединения края обшивались бахромой.
Женский костюм типа джубы/гуны состоял из длинной и широкой рубахи прямого покроя со вшитыми рукавами, поверх которой носили джубу (алб. xhuba, xhupa) — шерстяную распашную одежду типа пальто.
В местностях, исторически контролировавшихся Венецией, например, в Шкодере, женщины носили чёрные шаровары (алб. brandaveket) до щиколоток. Мусульманки-горожанки также носили шаровары (алб. demi, tumane, citjane) чаще всего из лёгкой цветной или светлой ткани, иногда чёрные и коричневые. На западе страны женщины носили брекуши (алб. brekushe, ср. вен. braka), штаны с широким шагом, чьё происхождение доподлинно неизвестно, однако по покрою отличавшиеся от шаровар-brandaveket.
Горожанки мусульманского вероисповедания, помимо шаровар, носили коротенькую безрукавку и маленькую шапочку округлой формы. Выходя из дома, он надевали покрывало-паранджу, скрывавшую голову и тело. В Тиране и Эльбасане носили белое покрывало, в Шкодере — чёрное. Верхней одеждой горожанок служил кафтан джюбо (алб. xhybo) или пирпери (алб. pirperi), доходившая до колен или ниже и кроившаяся в талию. Данный предмет одежды восточного происхождения.
В горной части Албании женщины носили длинную льняную рубаху-платье, расшитую каймой. На эту рубаху надевали два передника (пристилки), либо один маленький украшенный вышивкой. Короткие курточки албанских горянок были украшены золотыми шнурами, аппликацией и бахромой. В их гардероб также входили колоколообразные юбки. В области Шкодер женщины подвязывали свои полупрозрачные рубахи к плечам красными лентами, а корсаж украшали серебряными монетами. В районе Мирдиты на севере Албании пояс украшали кистями в зависимости от возраста: молодые девушки — красными, пожилые женщины — чёрными. В местности Зерчани женщины носили безрукавные платья, отделанные шнуром. Жительницы городов носили шаровары из хлопка или шёлка. Верхней одеждой женщин, равно как и мужчин, служил длинный распашной кафтан джубба. Он изготавливался из плотной шерстяной ткани и расшивался ромбовидными орнаментами. Из головных уборов были распространены платки и покрывала, которые различались в зависимости от области.

## Мужской костюм

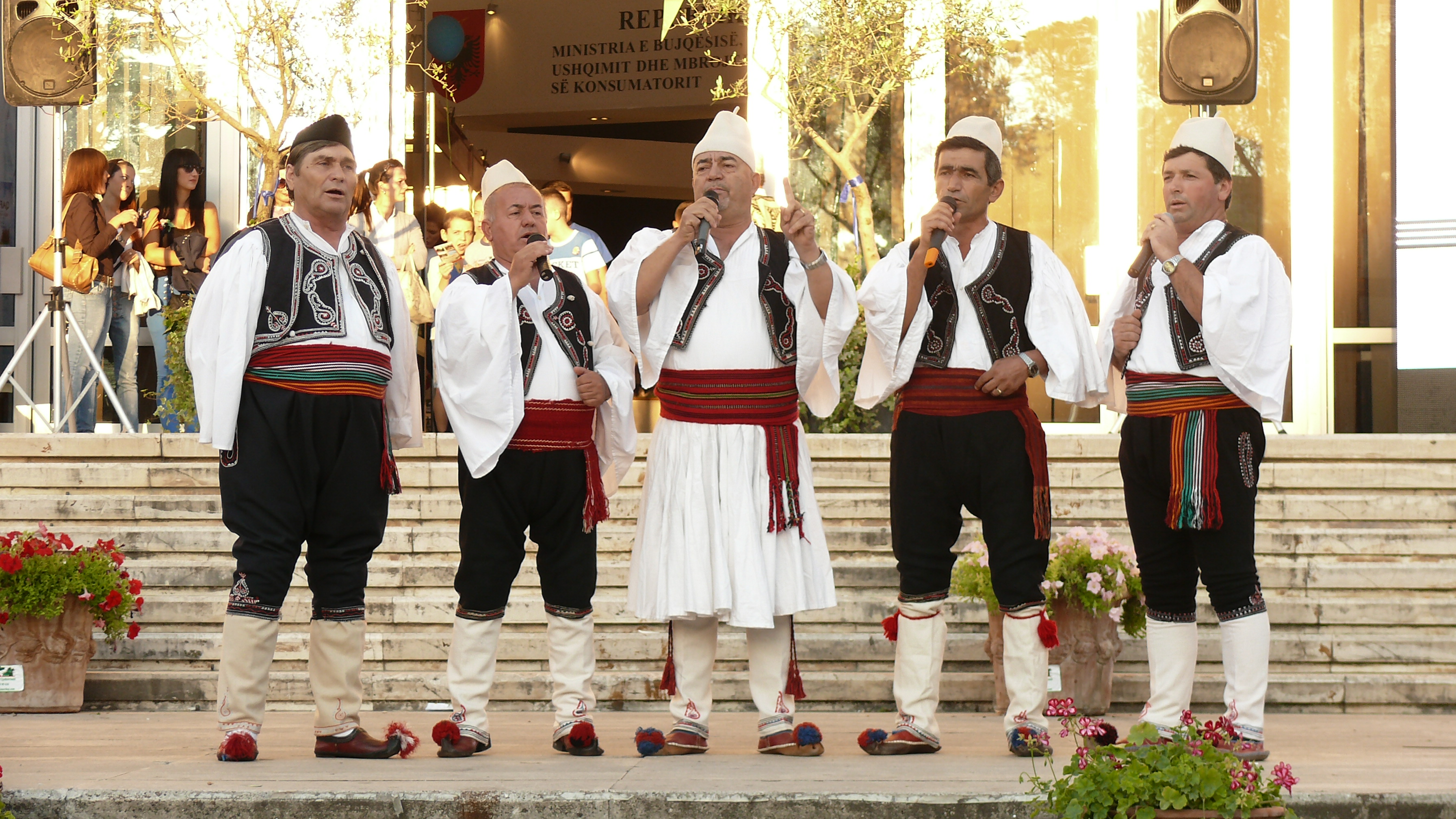
Ансамбль певцов с юга Албании, на певце в центре — фустанелла

Основным элементом костюма тосков является фустанелла (алб. fustanella) — широкая плиссированная юбка, первоначально бывшая подолом носившейся навыпуск рубахи. В XVIII веке фустанелла была широко распространена: от северных гор и до Арты на юге, но к моменту её выхода из употребления она носилась лишь тосками. Поверх рубахи и фустанеллы носилась джуба, в этом варианте костюма укоротившаяся и ставшая курткой.
В свою очередь, главной особенностью северного гегского мужского костюма являются тирчи (алб. tirçet) — узкие белые штаны, расшитые чёрной тесьмой, и опоясывающиеся ниже талии. Тирчи являются «потомками» гетров «калце» (алб. kalce) из кусков шерстяной материи, впоследствии заменённых шерстяными носками (алб. çorapet). Вместе с тирчами носили рубаху, безрукавку или короткую куртку, а также широкий пояс-кушак, несколько раз оборачивавшийся вокруг талии. Широко распространились тирчи в XIX веке. Также из штанов носили шаровары-потуре (алб. poturet), носившиеся с отделанной мехом курткой, в местностях, некогда контролировавшихся Венецией, например, в том же Шкодере, мужчины носили шаровары-brandaveket до колен. На западе Албании мужчины носили брекуши, как и женщины.
Стоит отметить, что вышеописанные костюмы относятся к типу джубы/гуны, мужской костюм типа джублеты доподлинно неизвестен. Мужской костюм типа джубы/гуны в целом имеет аналогичные с женским исходные элементы.
Национальным головным убором являлся келеш (алб. qelesh, pils) — тюбетейка, валяная из белой шерсти. Келеши севера сферической, яйцевидной формы, в центральных же областях — более высокие, цилиндрической формы. На юге келеши делались в виде мягкого колпака, иногда даже вязались. Схожие войлочные шапки, пилосы, носились в Древней Греции. Также мужчины-албанцы на голове носили фески и тюрбаны из полосатых тканей. Тюрбаны также могли повязываться поверх келешей, так, ещё в середине XX века поверх них повязывался цветной, чаще всего красный, плат из хлопчатобумажной ткани. Также келеша мог повязываться белый тюрбан.

## Верхняя одежда
Верхней одеждой как и мужчин, так и женщин, служила джуба с длинными рукавами. Мужчины носили куртку джамадан (алб. xhamadan) с откидными длинными рукавами.

## Обувь
Обувью служили опинги (алб. opinga, opanga) — кожаные поршни, изготовлявшиеся из одного куска коровьей кожи. Опинги имеют разнообразные фасоны, зачастую их украшали помпонами, полосками цветной кожи и вышивкой шнуром. В XX веке опинги стали кроиться и шиться из нескольких кусков кожи, а также пришиваться к подошве на манер открытых башмаков. В городах также носили туфли и сапоги.

## Аксессуары
Женщины носили множество металлических украшений, в частности серебряных литых и филигранных, таких как пряжки, подвески, цепочки, браслеты. Обработка серебра является традиционным промыслом албанцев.